# Промисан (муниципалитет)
Промисан (порт. Promissão) — муниципалитет в Бразилии, входит в штат Сан-Паулу. Составная часть мезорегиона Бауру. Входит в экономико-статистический микрорегион Линс. Население составляет 33 414 человек на 2006 год. Занимает площадь 782,145 км². Плотность населения — 42,7 чел./км².
Праздник города — 29 ноября.

## История
Город основан 29 ноября 1923 года.

## Статистика
- Валовой внутренний продукт на 2003 составляет 466 358 157,00 реалов (данные: Бразильский институт географии и статистики).
- Валовой внутренний продукт на душу населения на 2003 составляет 14 413,79 реала (данные: Бразильский институт географии и статистики).
- Индекс развития человеческого потенциала на 2000 составляет 0,817 (данные: Программа развития ООН).

## География
Климат местности: тропический.